# Idiops aussereri
Espèce
Idiops aussereri est une espèce d'araignées mygalomorphes de la famille des Idiopidae.

## Distribution
Cette espèce est endémique du Congo-Kinshasa.

## Description
La carapace du mâle holotype mesure 3,3 mm de long sur 2,7 mm.

## Systématique et taxinomie
Cette espèce a été décrite par Simon en 1877.

## Étymologie
Cette espèce est nommée en l'honneur d'Anton Ausserer.

## Publication originale
- Simon, 1877 : « Étude sur le arachnides du Congo. » Bulletin de la Société Zoologique de France, vol. 1, p. 12-15 & 215-224 (texte intégral).